# Песчанка (Черниговская область)
Песчанка (укр. Піщанка) — село в Сновском районе Черниговской области Украины. Население 75 человек. Занимает площадь 0,5 км².
Код КОАТУУ: 7425882002. Почтовый индекс: 15213. Телефонный код: +380 4654.

## Власть
Орган местного самоуправления — Жоведский сельский совет. Почтовый адрес: 15213, Черниговская обл., Сновский р-н, с. Жоведь, ул. Самодида, 45.